# 信和事業協同組合
信和事業協同組合 （しんわじぎょうきょうどうくみあい、英: Shinwajigyo cooperative.） は、東京23区・武蔵野市・三鷹市を営業区域とするタクシー事業者の事業協同組合である。

## 概要
1964年（昭和39年）に組織化。「中央無線」の名称は1974年（昭和49年）から使用を開始した。
組合本部は江東区大島に所在。かつては荒川区南千住に所在したが、2012年10月に現在地に移転した。中小23社1,650台が加盟する。東京都内のタクシー協同組合としては、東京無線、チェッカーキャブに次ぐ第3位の規模である。
2011年（平成23年）6月に大和自動車交通と提携。車両仕様・乗車券・無線配車なども含めて同社にグループ化された。公式ウェブサイトは以降も大和自動車交通グループのサイトとして機能する。

## 形態
独自営業時代

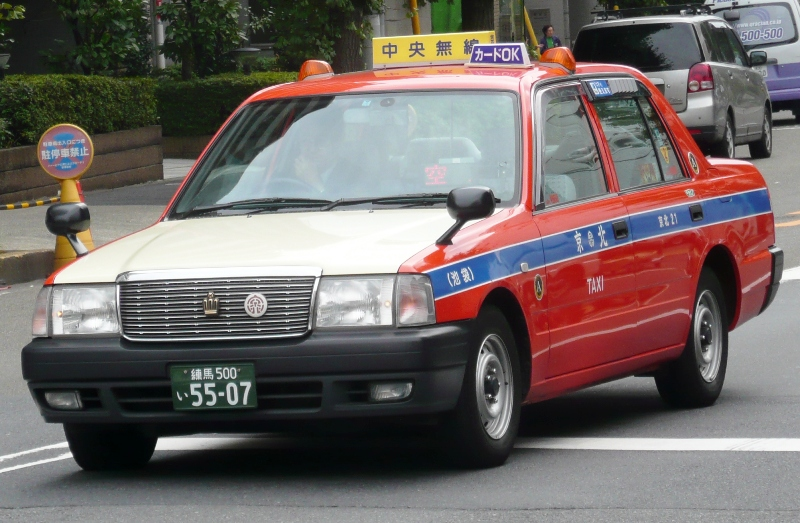
中央無線塗装
京北自動車交通所属車

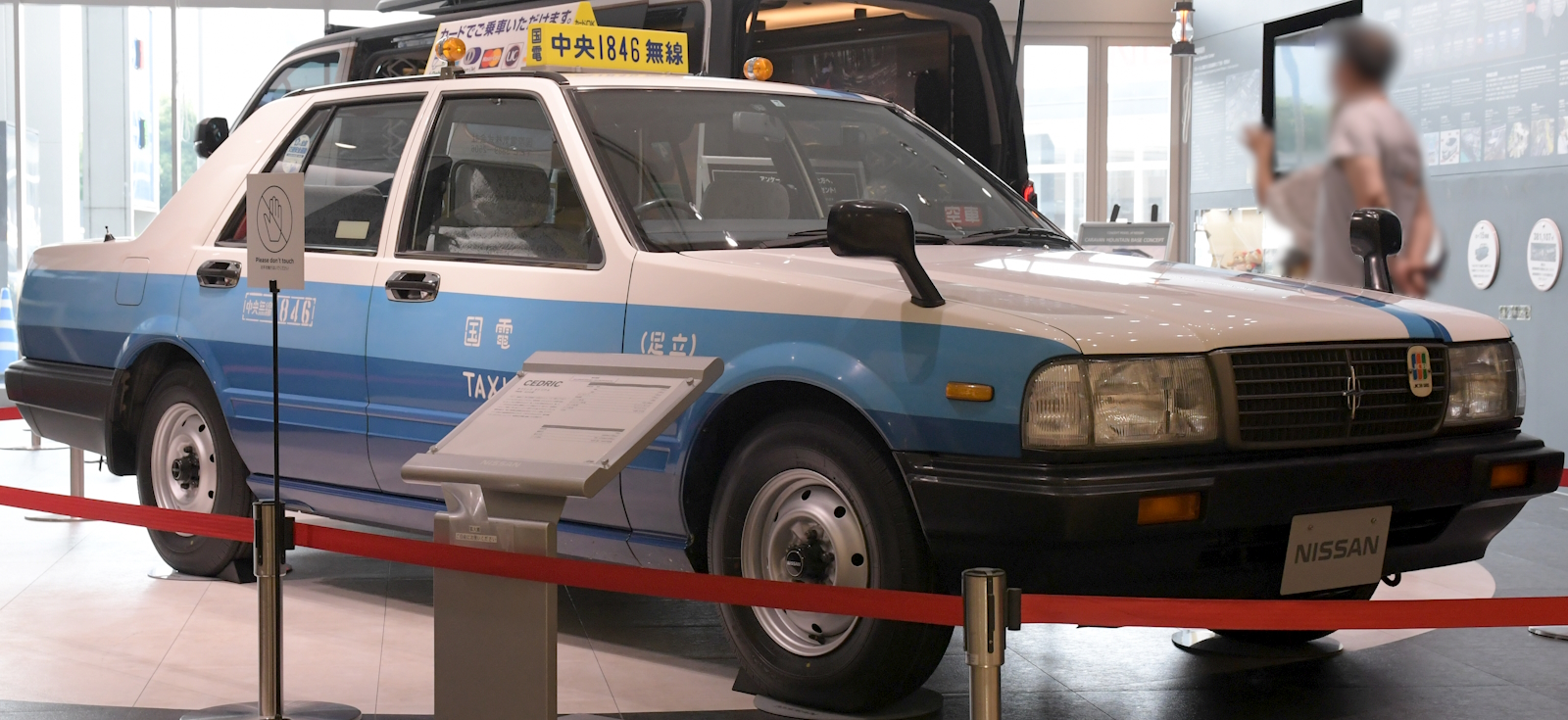
ブルーラインタクシー塗装
国際電気所属車

朱色を基調とし、側面には青色の帯を巻く。行灯は黄色で横長のタイプを装着し共通の仕様とした。ただし、1980年（昭和55年）以前には朱色一色でボンネット部のみ白の配色、行灯も白地に加盟会社の社名と社章が紺色で記載された。「ブルーラインタクシー」の愛称を持つ深夜営業専用車もあり、白地に水色と青の帯が入る専用のカラーリングで識別された。
またワゴンタクシーについては共通の仕様はなく、黒塗りのハイグレード車やベーシックグレード車も導入された。
無線配車は、2010年までに3期に分けて富士通ゼネラル製デジタル無線配車システムを当時の加盟全車2,500台に搭載する予定であったが、2011年時点でも非無線車が多く残存する状態であった。本システムは、基地局から順番に各車両を呼び出す「ポーリング方式」および各車両が発信する「任意発呼方式」を併用した独自の方式である。
大口契約先は大日本印刷・フジテレビジョンがあり、後者については船の科学館付近へ常に車両を待機させ即時配車可能なよう配慮されており各社選抜された乗務員だけが待機出来た。
大和自動車交通提携後

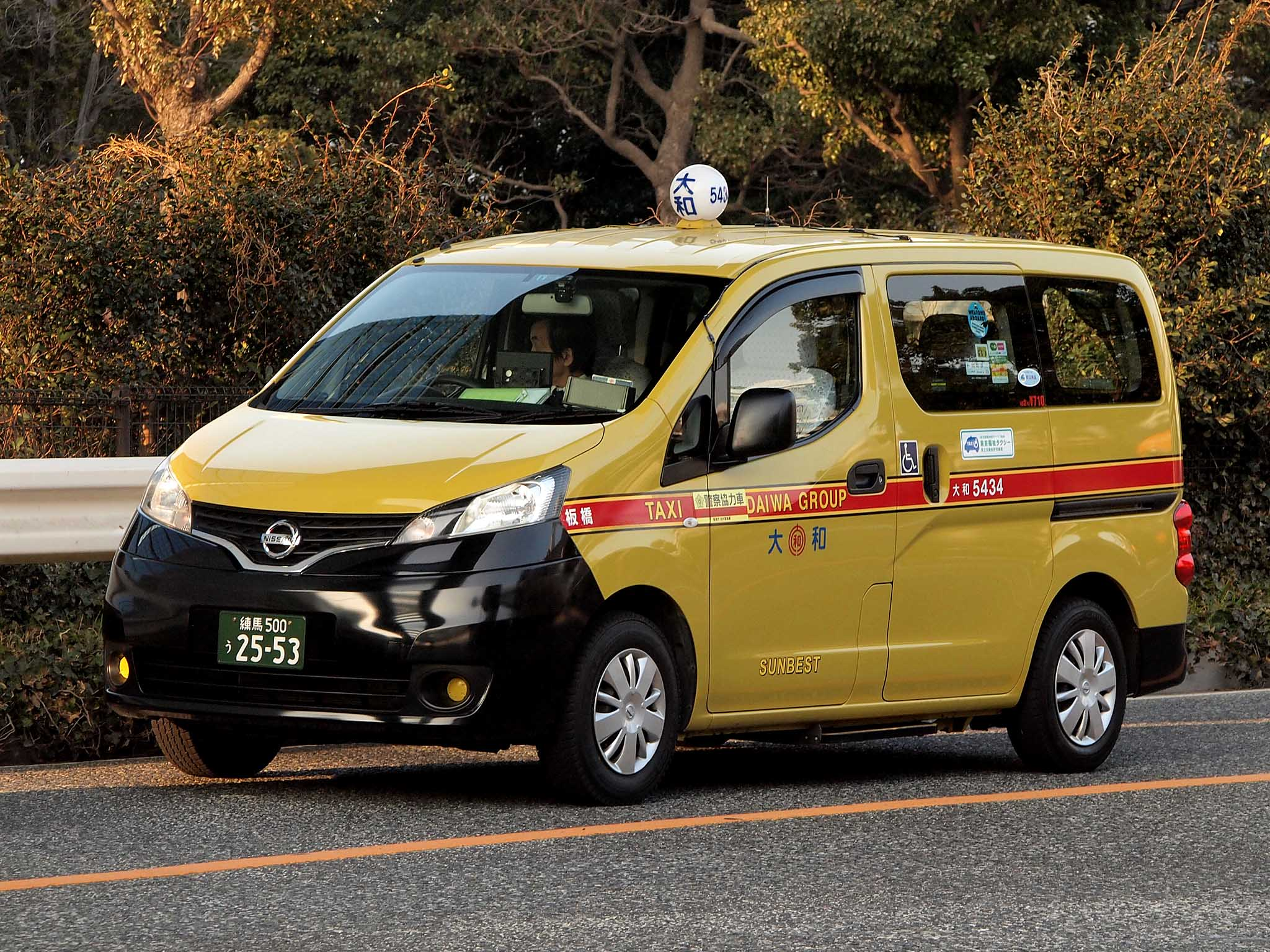
大和自動車交通提携後塗装
サンベスト東信所属車

2011年（平成23年）12月から順次車両塗色・行灯等を大和仕様へ変更し、2013年3月には全車両が無線車となった。
2022年現在、旧中央無線加盟の事業者の中には、無線番号と異なる番号のナンバープレートを装着している車両がある。

## 歴史
- 1964年（昭和39年） - 大和倶楽部[注 8]共同営業委員会として発足。
- 1974年（昭和49年） - 無線営業母体として「東京中央自動車協同組合」設立。「中央無線」の愛称で営業開始。
- 1984年（昭和59年） - 松竹タクシーグループのムサシ交通（旧）が加盟[3]。
- 1985年（昭和60年） - 中央無線タクシー協同組合に改称。本所タクシーが東京無線に移籍のため脱退。目黒自動車交通が加盟。
- 1986年（昭和61年） - 多摩川ハイヤー系列の南部自動車(当時は世田谷区二子玉川に所在。後に大田区石川町へ移転)が加盟。
- 1989年（昭和64年・平成元年） - ムサシ交通（旧）が第二松竹タクシーに改称[3]。同じく松竹タクシーグループのさくら交通が第三松竹タクシーに改称[4]。
- 1994年（平成6年） - 松崎交通グループ（→ベイサイドホールディングス (初代) グループ→シーサイドホールディングスグループ）の同進交通が東京無線に移籍のため脱退[注 9]。
- 1996年（平成8年） - 大日本印刷系列のこだま交通が日本交通に、真和タクシーが大和自動車交通に事業譲渡[注 10]のため脱退。
- 1998年（平成10年） - 山手グループのサンベスト東信が加盟。
- 1999年（平成11年） - 松竹事業が京王交通（現：飛鳥交通、当時東京無線所属）に事業譲渡のため脱退。
- 2000年（平成12年） - 第四松竹タクシーが設立[5]。
- 2002年（平成14年） - 第三松竹タクシーがコーディアルタクシーに改称[4]。
- 2003年（平成15年） - 日停モータース（→飛鳥自動車小茂根営業所→飛鳥自動車赤羽営業所）が飛鳥交通に吸収合併のため脱退。内山観光バス（現：東京パッセンジャー）タクシー部（後に内山観光タクシーとして分社化）が加盟。
- 2004年（平成16年） - 北斗システム輸送・大同自動車・ワカイ交通が加盟。
- 2005年（平成17年） - 南部自動車が廃業。ワカイ交通が脱退し非無線営業に戻る[注 11]。
- 2006年（平成18年） - マルコータクシーが加盟。長崎ラッキー自動車グループの東京ラッキー自動車（現在は長崎ラッキー自動車グループから離脱し国際（株）グループのラッキータクシー）が国際自動車と業務提携のため脱退。電子マネーEdyを採用。
- 2007年（平成19年） - 松竹タクシーグループの松竹交通・コーディアルタクシー・第四松竹タクシーが帝都自動車交通と業務提携のため脱退。6月から月間4回以上のEdy利用者に対して500円のキャッシュバックをする「Edyハッピー優待」を実施[注 12]。第二松竹タクシーはムサシ交通に社名を戻し、松竹タクシーグループから独立し中央無線には残留[3]。
- 2009年（平成21年） - ムサシ交通・大洋自動車交通が帝都自動車交通と業務提携のため脱退。丸正自動車（足立区竹の塚）が廃業。
- 2010年（平成22年） - 山手交通グループの山手交通と新進タクシーが国際自動車との業務提携により脱退。チェッカーキャブ所属だった帝全交通が昭栄自動車に事業譲渡され同社葛飾営業所として加盟（2013年廃止）。内山観光タクシーが東都自動車に売却されたため脱退。
- 2011年（平成23年） - 非無線で独自営業をしていた日幸[注 13]が加盟。Edyの取り扱いを廃止。
- 2012年（平成24年） - チェッカーキャブ所属だった盈進自動車が加盟[6]。北斗システム輸送が脱退[注 14]。残りの加盟会社は大和グループ車両に順次変更。
- 2014年（平成26年） - 金龍自動車交通が日本交通に営業譲渡され日交足立[注 15]に改称し脱退。
- 2016年（平成28年） - 国際電気（足立区梅田）が事業を停止。その後、グループ内の大同自動車・北光自動車交通ならびに新規設立し本グループへ加盟した東京ラッキー自動車[注 16]へ営業権を分割譲渡。
- 2017年（平成29年）5月30日 - 信和事業協同組合と改称し、大和自動車交通の分社子会社6社も加盟する[7]。
- 2018年（平成30年） - 昭栄自動車、改進タクシー、日日交通が日本交通と業務提携のため脱退[8]。
- 2020年（令和2年） - 丸井自動車が大和自動車交通の子会社化[9][注 17]。
- 2022年（令和4年）4月1日 - マルコー観光タクシー[10]およびマルコーリムジン[11]が廃業。
- 2023年（令和5年）
  - 2月 - 山手グループのサンベスト東信が本組合からの脱退およびそれに伴う大和自動車交通との提携解消を表明。
  - 4月1日 - 北多摩交通圏の十全交通が加盟。
- 2024年（令和6年）4月1日
  - 大和自動車交通羽田が大和自動車交通王子に社名変更。
  - 大和自動車王子が大和自動車交通吉祥寺に社名変更し、三鷹市下連雀に移転。
  - 丸井自動車が大和自動車交通北千住に社名変更[12]。
  - チェッカーキャブ所属だった太洋モータースが加盟。
- 2025年（令和7年）
  - 4月1日 - 十全交通が大和自動車交通府中に社名変更。
  - 6月 - 日の出交通の全株式がHINODE&SONSから東京バスに譲渡。

## 加盟会社及び営業所
※太字は大和直系グループ、それ以外は大和の提携会社
東京特別区・武三交通圏
| 社名・営業所       | 社名・営業所         | 車体表記          | 所在地           | 備考                       |
| ------------------ | -------------------- | ----------------- | ---------------- | -------------------------- |
| 大和自動車交通     | 大和自動車           |                   | 江東区猿江       |                            |
| 大和自動車交通     | 大和自動車交通江東   |                   | 江東区猿江       |                            |
| 大和自動車交通     | 大和自動車交通王子   | 北区豊島          |                  |                            |
| 大和自動車交通     | 大和自動車交通吉祥寺 | 三鷹市下連雀      |                  |                            |
| 大和自動車交通     | 大和自動車交通北千住 | [ 注 18 ]         | 足立区千住関屋町 | 旧・丸井自動車             |
| 足立タクシー       | 足立タクシー         | ADACHI TAXI       | 足立区梅島       |                            |
| 栄光交通           | 栄光交通             | EIKO EIKO KOTSU   | 足立区足立       |                            |
| 盈進自動車         | 本社                 | EISHIN JIDOSHA    | 大田区東糀谷     |                            |
| 盈進自動車         | 葛西営業所           | EISHIN JIDOSHA    | 江戸川区南葛西   |                            |
| 京北自動車交通     | 京北自動車交通       | KEIHOKU           | 豊島区池袋       | 独自営業車あり             |
| 省東自動車         | 省東自動車           | SHOTO             | 板橋区前野町     |                            |
| 正和自動車         | 正和自動車           | SHOWA             | 足立区千住宮元町 |                            |
| 政和自動車         | 本社                 | SEIWA             | 足立区千住宮元町 |                            |
| 政和自動車         | 南千住営業所         | SEIWA             | 荒川区南千住     |                            |
| 大同自動車         | 大同自動車           | DAIDO             | 江戸川区春江町   |                            |
| 太洋モータース     | 太洋モータース       | TAIYO MOTORS TAXI | 大田区田園調布南 |                            |
| 東京ラッキー自動車 | 東京ラッキー自動車   | TOKYO LUCKY LUCKY | 板橋区大山金井町 | 福岡ラッキー自動車グループ |
| 東都交通           | 東都交通             | TOTO KOTSU        | 北区豊島         |                            |
| 西新井相互自動車   | 西新井相互自動車     | NISHIARAI SOUGO   | 足立区梅田       |                            |
| 日幸               | 日幸                 | NIKKO             | 葛飾区堀切       |                            |
| 日の出交通         | 日の出交通           | HINODE KOTSU      | 足立区本木       | 東京バスグループ           |
| 日吉交通           | 日吉交通             | HIYOSHI KOTSU     | 葛飾区堀切       |                            |
| 不二タクシー       | 不二タクシー         | FUJI              | 江東区亀戸       |                            |
| 北光自動車交通     | 北光自動車交通       | HOKKO             | 板橋区徳丸       | 北光グループ               |
| 北光タクシー       | 北光タクシー         | HOKKO TAXI        | 足立区六月       | 北光グループ               |
| マルコータクシー   | マルコータクシー     | MARUKO TAXI       | 足立区鹿浜       | 丸孝グループ               |
| 目黒自動車交通     | 目黒営業所           | MEGURO KOTSU      | 目黒区碑文谷     | ロイヤルリムジングループ   |
| 目黒自動車交通葛飾 | 葛飾営業所           | MEGURO KATSUSHIKA | 葛飾区青戸       | ロイヤルリムジングループ   |

北多摩交通圏
| 社名・営業所   | 社名・営業所       | 車体表記     | 所在地         | 備考         |
| -------------- | ------------------ | ------------ | -------------- | ------------ |
| 大和自動車交通 | 大和自動車交通立川 |              | 立川市富士見町 |              |
| 大和自動車交通 | 大和交通保谷       | 西東京市泉町 |                |              |
| 大和自動車交通 | 大和自動車交通府中 | [ 注 24 ]    | 府中市幸町     | 旧・十全交通 |